# Socoura
Socoura est une localité et une commune rurale du Mali, dans l'arrondissement central de Mopti, le cercle et la région de Mopti.

## Géographie

### Situation
La localité de Socoura est située au nord de la route nationale RN 6, à 13 km à l'est du centre-ville du chef-lieu régional Mopti. 
|               | Dialloubé , Kounari | Fatoma       |
| Togoro Kotia  | Socoura             | Fatoma       |
| Koubaye, Soye | Sio                 | Pignari Bana |

## Villages
La commune regroupe 28 villages et 8 amonts avec une population estimée environ 42 553 habitants sorti de la base de recensement administrave à caractère d'état civil. Elle se compose de 2(deux) zones dont l'une est inondée avec 14 villages et l'autre exondée 14 village aussi.
La commune s'étend sur 28 localités relevées lors du recensement général de 2009. 
Les villages les plus peuplés sont :
- Socoura (7 364 habitants)
- Barbe (3 114 habitants)
- Tongorongo (2 244 habitants)